# اولدندورف (ناحیه سل)
اولدندورف (به آلمانی: Oldendorf) یک منطقهٔ مسکونی در آلمان است که در هرمانسبورگ واقع شده‌است. اولدندورف ۶۴۰ نفر جمعیت دارد.